# Каменари (Херцег Нови)
Каменари су приморско место у Боки которској - Црна Гора, и налази се на 42° 28' С и 18° 40' 22" И, на 15 км источно од Херцег Новог, у теснацу Вериге. Место је добило име по мајсторима који раде са каменом и сами себе називају каменари. Од Каменара до Лепетана, места на супротној обали залива, саобраћа трајект за све оне који не желе да обилазе которски и рисански залив на пута ка Херцег Новом. Данас Каменари имају око 1100 становника.

## Сакрални споменици
- Црква Св. Недеље из XVII века
- Црква Св. Николе из XVII века
- Црква Госпе од Розарије из IXX века
- Црква Св Ане на брду Ђурићи
- Црква Св. Ане на самој обали мора